# Do the Strand
«Do the Strand» — песня британской рок-группы Roxy Music, композиция Брайана Ферри, записанная в феврале 1973 года в лондонской студии Command и включённая во второй студийный альбом For Your Pleasure, выпущенный лейблом EG Records в марте 1973 года. Песня вышла в 1973 году синглом во Франции, Голландии, Японии, Испании, Германии и США. В Великобритании сингл был перевыпущен в 1978 году, к моменту выхода сборника Greatest Hits. Сингл не стал хитом, но песня прочно вошла в концертный репертуар группы, стала её визитной карточкой и включалась практически во все сборники хитов.

## История создания
Как отмечает рецензент Allmusic, «Do the Strand» продолжает традицию «песен о танцах» («Locomotion» Литл Ивы, «The Bump» The Bay City Rollers), но в необычном ключе. Вместо того, чтобы объяснить суть танца, Брайан Ферри просто «перечислил всех знаменитостей, которые танцевали этот танец, предполагая, что если вы достаточно продвинуты, то не нуждаетесь в объяснениях поп-группы».
Многие ранние тексты группы были рассчитаны на интеллектуалов, но более всего это касается «Do the Strand», песни, содержащей множество отсылок к именам и событиям современной истории культуры. В интервью 2009 года газете The Mail on Sunday Ферри говорил, что давно преклонялся перед мастерством Кола Портера и авторов-песенников того времени. В «Do the Strand» он предпринял попытку «воссоздать песенный стиль начала XX века».

### Текст песни
В песне Ферри (как писал Саймон Паксли в 1973 году) речь идёт не просто о вымышленном танце, и даже не о «прогулке с сигаретой по Стрэнду как форме танца», — имея в виду знаменитую лондонскую улицу Стрэнд и табачный брэнд. «Стрэнд» у Ферри — «… вообще всё, или скорее — если уж использовать банальность — всё, что возбуждает». Стрэнд  — танец-метафора; «вечный, вселенский образ… необъяснимой эстетики и эмоционального совершенства». Танец (как замечает Паксли) считался квинэссенцией чувственности в искусстве начала XX века; идеей танца как выражения вселенской энергии был увлечён, в частности, У. Б. Йейтс.
«Стрэнд» у Ферри — «танцевальное решение для подростковой революции» (англ. A danceable solution to teenage revolution) — противостоит многим танцам, по мнению автора, устаревшим, надоевшим и скучным — танго, фанданго, мэдисон, самба, вальс и др. Он исполняется на ресторанных столиках (упоминаются «Quaglino», аристократическое заведение в Лондоне, и «Mabel’s», нарицательное название дешёвой забегаловки), «на лунных лучах, скользя по радуге, в мехах и джинсах».

В предпоследнем четверостишии Ферри приводит следующий аргумент в пользу «стрэнда»: 
Рододендрон – милый цветок. Вечнозеленый, он живёт вечно. Но и он неспособен преодолеть силу Стрэнда!Оригинальный текст (англ.)Rhododendron 
Is a nice flower 
Evergreen 
It lasts forever
But it can't beat Strand power.
В числе танцевавших «Стрэнд» в песне упоминаются Луи XVI, «эскимосы и китайцы», «Ла Гулю и Нижинский», а также завершающие список «Сфинкс и Мона Лиза, Лолита и Герника».

### Игра слов
- Louis Seize — игра слов со смысловым «вложением»: Seize (Шестнадцатый) произносится как английский глагол «говорит» (во втором лице, единственном числе). На английский слух фраза звучит как «Луи говорит, что предпочитает Laissez-faire Le Strand»)[6].
- Смысла фразы о Луи зависит от того, какое значение слушатель может придать выражению Laissez-faire; возможны как минимум два варианта: для Луи стрэнд хорош своей свободой и безграничностью; или — Луи даёт стрэнду «зелёную улицу», свободу хождения[6].
- Выражение «Mashed potato schmaltz», которым автором выражает негативное отношение к вальсу, также содержит игру слов. Вальс, с одной стороны, — «шмальц с пюре» («музыкальная размазня»; schmaltz — сентиментальная, слащавая музыка), с другой — шмальц, уже заранее «размазанный» танцем начала 60-х годов «mashed potatoes», предшественником твиста[6].
- Ла Гулю и Нижинский танцевали «стрэндски»; шутливый суффикс (имеющий отношение к когда-то широко распространённому представлению, что все русские слова должны иметь окончание «-ский») намекает на восточноевропейское происхождение знаменитых в начале века танцовщицы и танцора[6].

## Историческое значение
- Критиком Пьерро Скаруффи «Do the Strand» была включена в список «Лучших песен всех времен»[8].

## Участники записи
- Andy MacKay — гобой, саксофон
- Bryan Ferry — вокал, клавишные
- Brian Eno — синтезатор, эффекты
- Paul Thompson — ударные
- Phil Manzanera — гитара
- John Porter — бас-гитара

## Видео
- Do the Strand, 1973 в программе The Old Grey Whistle Test (c комментарием бывшего ведущего)
- Do the Strand, 1982. Из телефильма BBC «In Concert», снятого во Франции.